# Comuna Trifești, Iași
Trifești (în trecut, Hermeziu) este o comună în județul Iași, Moldova, România, formată din satele Hermeziu, Trifești (reședința), Vladomira și Zaboloteni.

## Așezare
Comuna se află la marginea de nord-est a județului Iași, la granița cu raionul Fălești din Republica Moldova, pe malul drept al Prutului, în câmpia Moldovei. Este străbătută de șoseaua națională DN24C, care leagă Iașiul de Ștefănești și de Lipcani.

## Demografie
Componența etnică a comunei Trifești
     Români (89,87%)
     Alte etnii (10,13%)
Componența confesională a comunei Trifești
     Ortodocși (89,96%)
     Alte religii (0,26%)
     Necunoscută (9,78%)
Conform recensământului efectuat în 2021, populația comunei Trifești se ridică la 3.425 de locuitori, în scădere față de recensământul anterior din 2011, când fuseseră înregistrați 3.774 de locuitori. Majoritatea locuitorilor sunt români (89,87%). Din punct de vedere confesional, majoritatea locuitorilor sunt ortodocși (89,96%), iar pentru 9,78% nu se cunoaște apartenența confesională.

## Politică și administrație
Comuna Trifești este administrată de un primar și un consiliu local compus din 13 consilieri. Primarul, Paul-Nicolae Ivănucă[*], de la Partidul Național Liberal, este în funcție din 1 noiembrie 2024. Începând cu alegerile locale din 2024, consiliul local are următoarea componență pe partide politice:
|  | Partid                          | Consilieri | Componența Consiliului | Componența Consiliului | Componența Consiliului | Componența Consiliului | Componența Consiliului | Componența Consiliului | Componența Consiliului | Componența Consiliului | Componența Consiliului |
|  | ------------------------------- | ---------- | ---------------------- | ---------------------- | ---------------------- | ---------------------- | ---------------------- | ---------------------- | ---------------------- | ---------------------- | ---------------------- |
|  | Partidul Național Liberal       | 9          |                        |                        |                        |                        |                        |                        |                        |                        |                        |
|  | Partidul Social Democrat        | 3          |                        |                        |                        |                        |                        |                        |                        |                        |                        |
|  | Alianța pentru Unirea Românilor | 1          |                        |                        |                        |                        |                        |                        |                        |                        |                        |

## Istorie
La sfârșitul secolului al XIX-lea, comuna purta denumirea de Hermeziu, făcea parte din plasa Turia a județului Iași și era formată din satele Hermeziu, Damachi, Zabolotenii Sturzoaiei, Vladomira, Unghiu lui Păr, Trifești, Bălteni și Zabolotenii Fotei, având în total 2340 de locuitori. Funcționau în comună cinci mori, cinci biserici și două școli cu 97 de elevi (din care 12 fete). Anuarul Socec din 1925 o consemnează în aceeași plasă, având 3027 de locuitori în satele Bălteni, Damachi, Hermeziu, Trifești, Vladomira și Zaboloteni.
În 1950, comuna a fost transferată raionului Iași din regiunea Iași, luând denumirea de Trifești de la noul sat de reședință, în timp ce satul Hermeziu a luat numele de Lunca Prutului. Satul Damachi a luat în 1964 denumirea de Plopii. În 1968, comuna a revenit la județul Iași, reînființat. Tot atunci, satul Plopii a fost desființat și comasat cu satul Trifești, iar comuna a primit satele Rădeni și Roșcani ale comunei desființate Roșcani. Acestea din urmă s-au separat din nou în 2004, comuna căpătând atunci forma ei actuală, în timp ce în 1996 satul Lunca Prutului a revenit la vechea denumire de Hermeziu.

## Monumente istorice

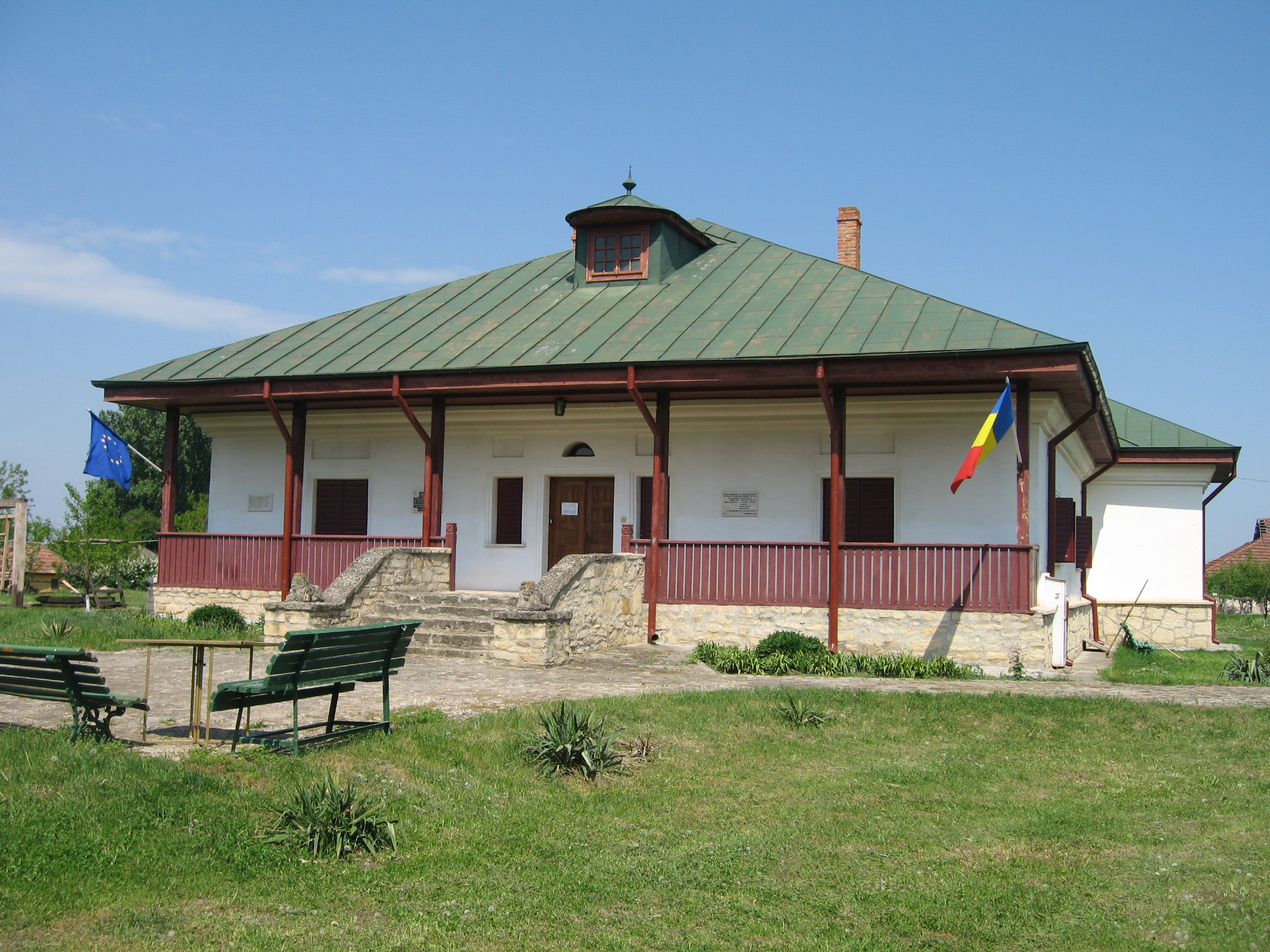
Casa memorială Costache Negruzzi din Hermeziu, monument istoric

Trei obiective din comuna Trifești sunt incluse în lista monumentelor istorice din județul Iași ca monumente de interes local. Două dintre ele sunt situri arheologice: situl din „dealul Curții” (100 m de marginea de est a satului Trifești), cuprinzând așezări din paleoliticul superior (gravettian), eneolitic (cultura Cucuteni, faza B), secolele al IV-lea–al V-lea (epoca romano-bizantină), secolele al XIV-lea–al XV-lea și secolele al XVI-lea și al XVII-lea; situl de „la Curte” din marginea de est și sud-est a aceluiași sat conține o așezare și o necropolă din perioada Halstatt și încă două așezări din secolele al VI-lea–al VII-lea și al VIII-lea, și din secolele al X-lea–al XIII-lea.
Celălalt obiectiv, clasificat ca monument de arhitectură, este ansamblul curții familiei Negruzzi din satul Hermeziu, ansamblu format din casa propriu-zisă, din parc (ambele din secolul al XIX-lea) și din biserica „Sfinții Împărați Constantin și Elena” (1839).

## Persoane născute aici
- Ella Negruzzi (1876–1949), jurist;
- Constantin Negruzzi (1808 - 1868), om politic și scriitor din perioada pașoptistă.